# Colletes kaszabi
Colletes kaszabi är en biart som beskrevs av Kuhlmann 2002. Colletes kaszabi ingår i släktet sidenbin, och familjen korttungebin. Inga underarter finns listade i Catalogue of Life.